# Hallands försvarsområde
Hallands försvarsområde (Fo 31) var ett svenskt försvarsområde inom Försvarsmakten som verkade i olika former åren 1942–1958 och 1975–2000. Försvarsområdesstaben var förlagd i Halmstads garnison i Halmstad.

## Historia
Hallands försvarsområde bildades den 1 oktober 1942 som Halmstads försvarsområde och var direkt underställd militärbefälhavaren för III. militärområdet. Från den 1 januari 1947 fick försvarsområdet gemensam stab med Göteborgs försvarsområde (Fo 32). Den 1 oktober 1957 omorganiserades Västkustens marindistrikt till Marinkommando Väst, vilket innebar att Göteborgs kustartilleriförsvar avskiljdes för att den 1 juli 1958 bildade en egen myndighet. Vid samma tidpunkt uppgick Göteborgs skärgårds försvarsområde, Göteborgs försvarsområde och Halmstads försvarsområde i Göteborgs kustartilleriförsvar som antog namnet Göteborgs och Bohus samt Hallands försvarsområde jämte Göteborgs kustartilleriförsvar (Gbk/Fo 32/31).
Inför den så kallade OLLI-reformen, vilken genomfördes inom försvaret åren 1973–1975, föreslog överbefälhavaren 1974 att Hallands försvarsområde skulle avskiljas från Göteborgs och Bohus samt Hallands försvarsområde, för att istället ledas från Hallands regemente. Den 1 juli 1975 avskiljdes Hallands försvarsområde från Göteborgs och Bohus försvarsområde och bildade Hallands försvarsområde, dock underställt chefen för Hallands regemente. Hallands regemente bildade samtidigt försvarsområdesregementet I 16/Fo 31. Detta medförde att Hallands regemente blev ett A-förband (försvarsområdesregemente). Inom ett försvarsområde tillfördes A-förbanden det samlade mobiliserings- och materialansvaret medan B-förbanden endast var utbildningsförband. Dock så var Hallands regemente fram till 1994 ensamt arméförband inom Hallands försvarsområde.
Inför försvarsbeslutet 2000 föreslog regeringen i sin propositionen för riksdagen, att den taktiska nivån bör reduceras genom att fördelnings- och försvarsområdesstaber samt marinkommandon och flygkommandon skulle avvecklas. Detta för att utforma ett armétaktiskt, marintaktiskt respektive flygtaktiskt kommando vilka skulle samlokaliseras med operationsledningen. Förslaget innebar att samtliga försvarsområdesstaber skulle avvecklas, vilket inkluderade Smålands försvarsområde.

## Förläggningar och övningsplatser
När Halmstads försvarsområde bildades förlades staben till Badhusgatan 10 i Halmstad. Den 1 januari 1947 flyttades staben till Göteborg, dock kvarstod en mindre del på Badhusgatan. När försvarsområdet återigen bildades 1975 återfanns staben inledningsvis vid Badhusgatan 10. Från 1978 var större delen av staben inhyst i Landströmska villan och 1986 i en barack vid Staelsbovägen för att senare samlokaliseras med Hallands regemente.

## Förbandschefer
Förbandschefen titulerades försvarsområdesbefälhavare och fick i samband OLLI-reformen tjänstegraden överste 1. graden.

- 1942–1947: Överste Fritz Ekelund
- 1947–1952: Överste Eric Grill
- 1952–1958: Överste Gilbert Nordqvist
- 1958–1975: Ej aktivt som egen stab
- 1975–1976: Överste 1. graden Lage Wernstedt
- 1976–1980: Överste 1. graden Carl-Gustaf Tiselius
- 1980–1983: Överste 1. graden Gustaf Malmström
- 1983–1988: Överste 1. graden Rune Morell
- 1988–1993: Överste 1. graden Göran Wetterlundh
- 1993–1995: Överste 1. graden Per Källström
- 1995–1996: Överste 1. graden Peter Jonsson
- 1996–1998: Överste 1. graden Mats Welff
- 1998–2000: Överste 1. graden Arne Hedman

## Namn, beteckning och förläggningsort
| Halmstads försvarsområde | 1942-10-01 | – | 1958-06-30 |
| Hallands försvarsområde  | 1975-07-01 | – | 2000-06-30 |

| Fo 31 | 1942-10-01 | – | 1958-06-30 |
| Fo 31 | 1975-07-01 | – | 2000-06-30 |

| Halmstads garnison (F) | 1942-09-15 | – | 1958-06-30 |
| Halmstads garnison (F) | 1975-01-01 | – | 2000-06-30 |